# Supercúmul de Shapley
El Supercúmul de Shapley o Concentració de Shapley (SCl 124) és la més gran concentració de galàxies a l'univers proper que forma una unitat interactiva gravitacional, per la qual cosa les galàxies s'atreuen entre si en lloc d'expandir-se amb l'univers. La concentració de galàxies llueix com una sorprenent sobredensitat en la distribució de galàxies a la constel·lació del Centaure. S'hi troba a 650 milions d'anys llum de distància (z=0.046).

## Història
A la fi de 1920, Harlow Shapley i els seus col·legues al Harvard College Observatory van començar a buscar galàxies en el cel de l'hemisferi sud. Feien servir plaques fotogràfiques obtingudes amb el telescopi Bruce de 24 polzades que es localitza a la ciutat de Bloemfontein, a Sud-àfrica. El 1932, Shapley va reportar que havia descobert 76.000 galàxies amb una brillantor més gran que la 18a magnitud aparent en una tercera part del cel de l'hemisferi sud. La informació recaptada en aquestes observacions es va publicar després com a part del compte de galàxies de la Universitat Harvard, programa que pretén fer un mapa de l'enfosquiment galàctic i de la densitat de les galàxies de l'espai.
Shapley, en observar i estudiar el núvol de Coma-Verge (ara conegut com una superposició del Supercúmul de Coma i del Supercúmul de la Verge), s'hi va trobar també amb un altre 'núvol' que li va semblar interessant a la constel·lació del Centaure. A Shapley li va semblar particularment interessant aquest núvol per tenir una gran dimensió linear, la nombrosa població i una distintiva forma elongada. Avui dia, aquest núvol es coneix com el cor o el nucli del Supercúmul de Shapley. A més, Shapley va definir la distància de la Terra al núvol com catorze vegades la distància que hi ha de la Terra al cúmul de la Verge, ja que va treure un diàmetre mitjà d'ambdues galàxies. Això significa que el Supercúmul de Shapley és a una distància de 231 Mpc, basat en l'estimació actual de la distància de la Verge.
En anys recents, el Supercúmul de Shapley va ser redescobert per Somak Raychaudhury, en una cerca de galàxies amb les plaques de l'Schmidt Telescope britànic que estudien el cel i també fan servir l'Automated Plate Measuring Facility (APM) a la Universitat de Cambridge, Anglaterra. En aquest document, el Supercúmul va ser anomenat en honor de Harlow Shapley, en reconeixement de la seva recerca pionera de les galàxies en les quals aquesta concentració es va veure per primera vegada. Per la mateixa època, Roberto Scaramella i altres col·laboradors van notar una concentració excel·lent de cúmuls en el Catàleg Abell de cúmuls de galàxies , el van anomenar la concentració Alpha.

## Interessos actuals
El Supercúmul de Shapley se situa en una direcció molt propera, en la qual el Grup Local de galàxies (incloent la nostra galàxia) està en moviment pel que fa a la radiació de fons de microones, que és el marc de referència. Això ha desencadenat especulacions que el Supercúmul de Shapley tal vegada siga una de les majors causes per les quals la nostra galàxia té un moviment peculiar —el Gran Atractor pot ser una altra raó— i per això ha causat un gran interès.